# S. N. Goenka
 (mars 2017).
Si vous disposez d'ouvrages ou d'articles de référence ou si vous connaissez des sites web de qualité traitant du thème abordé ici, merci de compléter l'article en donnant les références utiles à sa vérifiabilité et en les liant à la section « Notes et références ».
Satya Narayan Goenka (hindoustani: सत्यनारायण गोयनका, Satyanārāyaṇ Goyankā; né le 30 janvier 1924 et mort le 29 septembre 2013) est un professeur de méditation Vipassana dans la tradition de Sayagyi U Ba Khin, de Birmanie.

## Biographie
Bien que d'origine indienne, S. N. Goenka est né et a grandi en Birmanie. C'est là qu'il entre en contact avec son maître Sayagyi U Ba Khin, et apprend de lui la technique de Vipassana. Après avoir étudié avec son professeur pendant quatorze ans, Goenka déménage en Inde et commence à enseigner en 1969. Dans un pays encore divisé par les castes et les religions, ses cours ont attiré des milliers de personnes de toutes les composantes de la société.
En 1982, il commence à nommer des assistants-enseignants pour l'aider à faire face à la demande croissante de cours. Sous sa conduite, des centres de méditation sont établis en Inde, aux États-Unis, au Canada, en Australie, en Nouvelle-Zélande, en France, en Belgique, au Royaume-Uni, en Suisse, au Japon, au Sri Lanka, en Thaïlande, au Cambodge, en Birmanie, au Népal, en Israël, à Taïwan et dans d'autres pays.
La technique que Goenka enseigne rappelle les enseignements du bouddhisme theravada mais insiste largement sur son universalité.
L'essayiste israélien Yuval Noah Harari se réclame de son enseignement.
Goenka a entrainé environ 1 350 professeurs assistant à donner des classes de Vipassanas avec ces enregistrements, eux-mêmes suivis par environ 120 000 personnes chaque année.
Il fut professeur de plusieurs personnalités liées au bouddhisme Joseph Goldstein, Sharon Salzberg, Ram Dass, Yuval Noah Harari et Daniel Goleman,,,